# 子どもの権利
子どもの権利（こどものけんり、英語: Children's rights）とは、子どもが持つ人権のことであり、そこには親や保護者との適切な関係性を保持する権利、基本的な食事の必要を満たす権利、教育を受ける権利、保護とケアを受ける権利、子どもの年齢と発達の度合いから見て適切な刑事法の適用を受ける権利、人間としての独自性を発揮する権利などが含まれる。

## 子どもの権利の定義
「子ども」の語は必ずしも未成年を意味しない。1989年11月20日に国際連合総会で採択された「児童の権利に関する条約」によれば「児童とは、18歳未満のすべての者をいう。ただし、当該児童で、その者に適用される法律によりより早く成年に達したものを除く」とある。また、大人に扶養されていない子どもやアダルト・チルドレンを含むことがある。
米国のヒラリー・クリントン元国務長官は弁護士時代に子どもの権利を「定義が必要なスローガン」だと述べたが、子どもの権利の概念をめぐってさまざまな定義づけの試みが行われてきた。法的には、子どもの非行や犯罪を巡る正当な司法手続きと効果的な社会復帰サービス、子どもへのケアや保護、義務教育を巡って子どもの権利の問題は議論されてきた。その結果、子どもの権利の定義についての合意は最近の20年間で明確になってきた。
子どもの権利は法律、政治、宗教、道徳の各分野にまたがって幾通りにも定義されている。
子どもの権利は一般的には二種類に分類される。一つは子どもを自己決定権を持つ人間として法の下に擁護するものであり、もう一つは依存するがゆえに加えられる害から子どもを守る目的で社会に請求を行うものである。前者は権限拡大の権利と呼ばれ、後者は保護の権利と呼ばれている。

### 子どもの権利の情報ネットワークによる分類
「子どもの権利の情報ネットワーク」（CRIN）は、子どもの権利を以下のように2つのグループに分類している。
経済的、社会的、文化的権利
食物、居住場所、教育、体のケア、安定した雇用などの人間が基本的に必要とする条件に関する権利である。教育を受ける権利、満足な住居・食物・水・健康の最高の水準・労働などを得る権利、職場での権利、少数民族や土着の文化を守る権利などが含まれる。
環境、文化、発展の権利
しばしば第三世代の権利と呼ばれる。安全に健康的な環境で暮らす権利であり、人々の集団が文化的、政治的、経済的に発展する権利である。

### アムネスティ・インターナショナルの提唱
アムネスティ・インターナショナル（国際人権救援機構）は、以下の4つの特殊な権利を提唱している。
- 若年者の仮釈放の無い投獄を廃止すること
- 子どもの軍隊での使用を廃止すること
- 21歳未満の子どもの死刑を廃止すること
- 学校で人権について充分に教えること

ヒューマン・ライツ・ウォッチ（人権監視機構）は、国際的な人権擁護団体であるが、児童労働、少年司法、孤児、捨てられた子ども、難民、ストリートチルドレン、体罰などに対処している。

## 子どもの権利と青年の権利の違い
「例えば大半の法制度では、子どもが投票すること、結婚すること、アルコールを買うこと、セックスをすること、労働に従事することは認められていない」。
青年の権利運動において、子どもの権利と青年の権利の鍵となる相違点は、子どもの権利の擁護者が大抵は子どもへの保護の強化を主張するのに対して、（運動としてはかなり小規模だが）青年の権利の擁護者は大抵は青年や子どもの選挙権のような自由権を拡大するように主張することである。

## 育児と子どもの権利
親によって育てられることは、基本的な子どもの権利であると考えられている。
この権利により、子どもは親との関係や、それによる利益や、実の親による育児を否定されるべきでないと考えられている。唯一の例外は、親による虐待や無視から子供を守る目的で政府が介入する必要のある場合である。そのようなケースでは、「全ての関係者は、当該手続きに参加する機会を与えられ、意見を述べる機会を与えられる」という原則を守りながら、迅速な司法の検討により解決が図られる。
親は独特の仕方で子どもの生活に影響を与える。子どもの権利における親の役割も、独特の仕方で区別されなければならない。親と子の関係における特有の問題は、子どもを無視すること、子どもを虐待すること、選択の自由、体罰、子どもの養育の問題である。
「常識的な子育て」と子どもの権利との間には緊張関係があるが、これを解決する正しい実践を親に提供する理論がある。この問題は、少数者の潜在的な開放をもたらす法的手続きや、子どもが親を訴えたケースで、特に意義がある。
両方の親との関係を保持するという子どもの権利は、親が離婚した子どもの最善の利益の決定や、養育の法的手続きにおいて、重要な要素であると強く認識されるようになっている。複数国の政府では、共同の育児が子どもの最善の利益にかなものであるという反駁可能な推定を行う法律を制定している。
また、離婚した夫婦の子どもや、事実婚の夫婦の子どもの権利を守るため、共同親権を求める動きがある。また、事実婚夫婦の子どもの場合には、その子どもの権利を守るためには、選択的夫婦別姓制度の導入が必要だという意見がある。

## 運動
トーマス・スペンスが1796年に出版した「乳幼児の権利」が、英語による子どもの権利を主張したものの内で最古である。1900年代を通じて、子どもの権利の運動は、ホームレスの子どもたちの権利や、公教育のために組織された。ヤヌシュ・コルチャックが1927年に出版した「子どもの権利の尊重」は、この分野の文献を強化した。今日では何十もの国際組織が、子どもの権利を推進するために世界中で活動している。

### 反対
子どもの権利への反対は、今日の社会の潮流から見て、はるかに時代遅れとなっている。子どもの権利に反対する著述は、1200年代かそれ以前のものである。子どもの権利の反対者が信じているのは、若い人が意思決定をおこなう場合や責任を負う場合などは特に、大人中心の世界から守ってやる必要があるということである。大人が優勢の社会では、子ども時代はあどけない時代であると理想化されており、責任や葛藤の無い時代であり、遊びが優勢の時代であると考えられる。反対者の多くは、国家の統治､国の利益、親子関係への関心から反対を行なっている。また、経済的な不足や、「子どもの権利に反対する伝統的な価値観が基盤にあること」も指摘されている。子どもの権利の概念は、合衆国ではこれまで人の注意をほとんど引かなかった。

## 国際法
今日では、子どもの権利のための国際的な法的規範の基礎として、「人権の普遍的宣言」が見られる。世界中には、子どもの権利に重点のある法律や条約がいくつか存在する。
現在あるいは過去の多くの文書は、こうした人権に影響を与えている。例えば1923年の「子どもの権利宣言」は、国際連盟により支持され、1946年に国際連合により採択された。これは、後年「子どもの権利条約」の基盤としての役割を果たした。

### 児童の権利に関する条約（子どもの権利条約）
国連による1989年の「子どもの権利条約CRC」は、市民、文化、経済、政治、社会の権利など、人権の全ての範囲を含む、世界初の法的に契約する国際条約である。
この条約の履行は、国連の子どもの権利委員会によりチェックされている。この条約を批准する政府は、子どもの権利を擁護し保証し、この契約につき説明責任を果たすことを、国際社会に約束するものである。
「子どもの権利条約（児童の権利に関する条約）」は、国際司法裁判所やユーゴスラビア・ルワンダ裁判所（旧ユーゴスラビア国際戦犯法廷・ルワンダ国際戦犯法廷）やシエラ・レオネ特別裁判所などのような国際的司法責任機構と共に、子どもの権利の注目度を世界中に高めたと言われている。
さらにウィーン宣言及び行動計画において、武力紛争時の少年兵、児童売買、児童買春、さらに児童ポルノが子どもの権利の蹂躙として取り上げられた。これを受けて『武力紛争における児童の関与に関する児童の権利条約に関する選択議定書』と『児童の売買、児童買春及び児童ポルノに関する児童の権利条約に関する選択議定書』が採択された。

### 実施
子どもの権利を確実に実現し、連合組織で成功裏に施行されるために、多くの組織や仕組みが存在する。例えば、「国連の一般会議、子どもに関する特別会議のための子供の権利幹部会」がそれである。この組織は、子どもの権利条約の完全な施行と遵守を促進するために設置された。また、この組織は、「国連の一般会議、子どもに関する特別会議とその準備過程」において、子どもの権利を優先して取り扱うために設置された。また、国連の人権委員会は「高度に政治色を帯びた人権会議よりも、人権侵害を告発するに際して、事実に基づいて、より信頼できて効果的であって欲しいという希望と共に」創設された。
「子どもの権利条約のためのNGOグループ」は、非政府組織の国際的な連合であり、国連の子どもの権利条約の実施を容易にする目的で、1983年に結成された。
世界の多くの国では、子どもの権利のオンブズピープル（行政監査委員）や、子どもの権利に関して個々の市民が訴える不満を調査することにより公共の利益を代表するという公的な任務を負う子供委員を置いている。子どものためのオンブズピープル（行政監査委員）は、会社、新聞、NGO（非政府機関）、一般公衆のために働くこともできる。

### アメリカ合衆国の法律
子どもたちは、一般的には、アメリカ合衆国憲法の第14次修正憲法で保障されたような、基本的人権を認められている。この憲法修正の「平等保護条項」は、結婚により生まれた子どもに適用される。ただし、胎児には適用されない。
このことは、ガウルトの事件でアメリカ最高裁判所が歴史的決定を行ったことにより、一層強固になった。この裁判で、アリゾナに住む15歳のジェラルド・ガウルトは、不快な電話をした件で、地元警察により起訴され拘留された。彼は、隣人に不快な電話をした件で拘留され、21歳になるまでアリゾナ州立産業学校に入所させられることになった。8対1の決定で、最高裁判所が決めたことは、施設への入所を決めるための聴聞においては、18歳未満の子どもは、知る権利があり、弁護を受ける権利があり、目撃者を尋問する権利があり、事実でない自白を強要されない権利があるということである。ガウルトの聴聞においては、これらの権利からの要請は一つも実施されていなかったと最高裁判所は認定した。
子どもの権利に関して、アメリカ合衆国では、別の関心事もある。アメリカ養子縁組弁護士協会は、安全で支持的で安定した家族構造を子どもが得る権利について関心を持っている。養子縁組における子どもの権利について、弁護士たちは立場から次のように述べている。「子どもたちは、確立した家族からの保護について、憲法に基づく自由な権利を持っている。子どもたちの持つ権利は、子どもに関して所有による利益を主張する者の権利と比べて、少なくとも等しい、（我々の考えでは）より重い」。
その他、アメリカの子どもの権利について話題となっているのは、同性結婚における子どもの相続の問題や青年の権利の問題である。

### 話題
- List of articles related to children's rights 子どもの権利に関する記事のリスト
- List of articles related to youth rights 青年の利益に関連する記事のリスト

### 子どもの権利の機構
- List of children's rights organizations by country 国別、子どもの権利機構のリスト
- Category:Children's rights bodies カテゴリー：子どもの権利機構